# Saint-Lucien (Seine-Maritime)
Pour les articles homonymes, voir Saint-Lucien.
Saint-Lucien est une commune française située dans le département de la Seine-Maritime en région Normandie.
Entre le 1er juin 1973 et le 1er janvier 2017, la commune a été une commune associée à Sigy-en-Bray bien que leurs territoires ne soient pas contigus,.

## Géographie

### Hydrographie
La commune est située dans le bassin Seine-Normandie. Elle n'est drainée par aucun cours d'eau,.

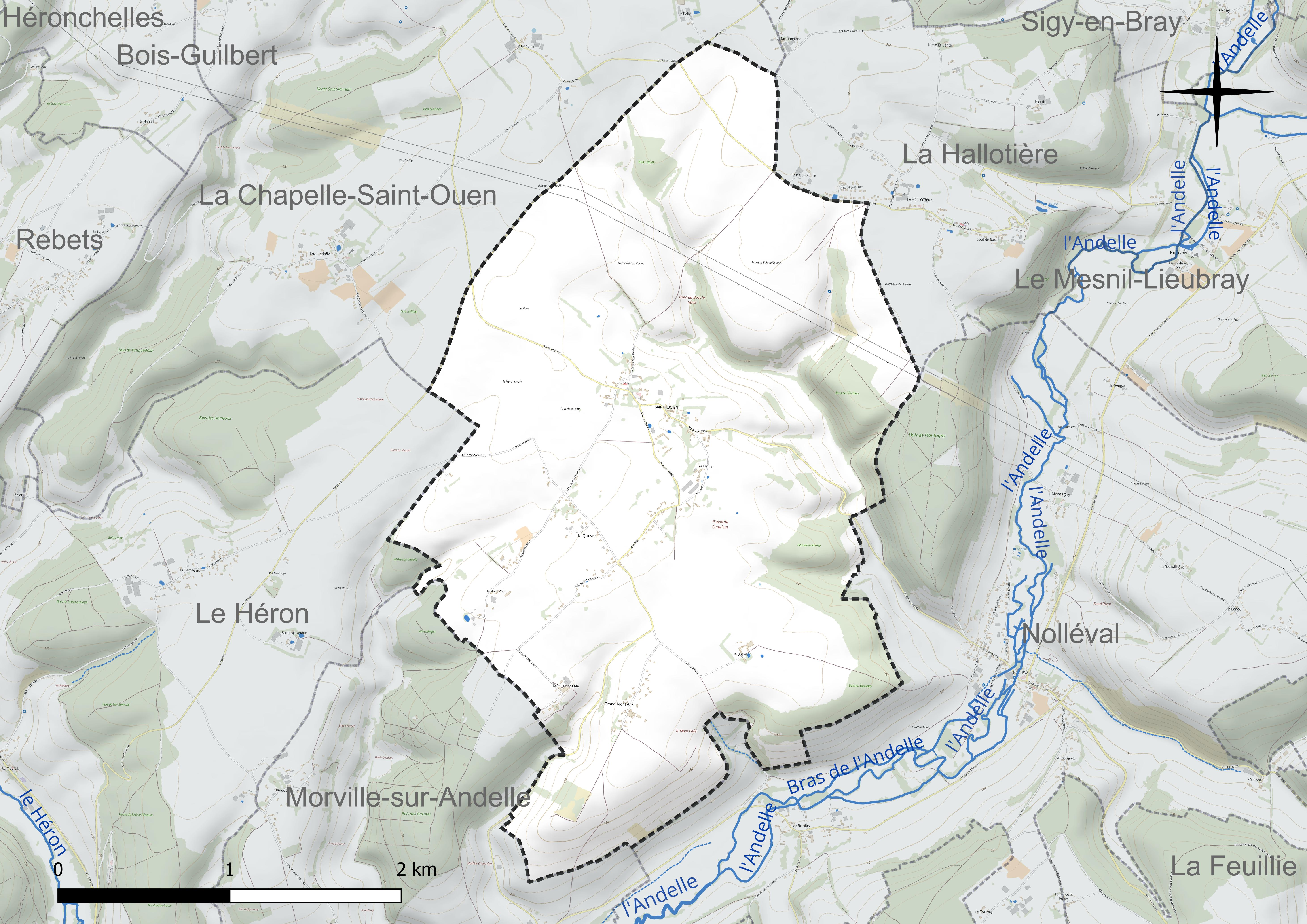
Réseau hydrographique de Saint-Lucien.

## Urbanisme

### Typologie
Au 1er janvier 2024, Saint-Lucien est catégorisée commune rurale à habitat dispersé, selon la nouvelle grille communale de densité à sept niveaux définie par l'Insee en 2022.
Elle est située hors unité urbaine. Par ailleurs la commune fait partie de l'aire d'attraction de Rouen, dont elle est une commune de la couronne,. Cette aire, qui regroupe 317 communes, est catégorisée dans les aires de 200 000 à moins de 700 000 habitants,.

## Toponymie
Le nom de la localité est attesté sous les formes de Sancto Luciano en  1208 et 1210, Ecclesie Sancti Luciani vers 1240, Saint Lucien en 1319, 1400, 1503 et 1715,.
Hagiotoponyme faisant, certainement, allusion à Lucien de Beauvais († 290), martyr avec Maximien et Julien.

## Histoire
Le patronage de l'église a été donné par Enguerrand de Saint-Lucien à l'abbaye de Bellozanne, acte confirmé le 17 janvier 1200 par l'archevêque de Rouen.
1er juin 1973 : Saint-Lucien est réunie à Sigy-en-Bray en tant que commune associée. Au départ, le projet prévoyait de réunir La Chapelle-Saint-Ouen, La Hallotière, Saint-Lucien et Sigy-en-Bray en une seule commune. Seules les deux dernières ont finalement accepté, ce qui a conduit à la création d'une commune formée de deux parties non contigües.
11 décembre 2011 : référendum local sur le retour à l'autonomie, le oui l'emporte avec 93 % des suffrages exprimés (119 voix pour 128 votants sur 160 inscrits) mais la sous-préfecture, inquiète sur l'état des finances des deux communes, ne signe pas l'arrêté de défusion.
L'acte de défusion de Saint-Lucien et Sigy-en-Bray est finalement signé le 9 décembre 2016 par le préfet, rétablissant la commune de Saint-Lucien le 1er janvier 2017.

## Politique et administration

### Liste des maires
| Période                                  | Période       | Identité              | Étiquette | Qualité            |
| ---------------------------------------- | ------------- | --------------------- | --------- | ------------------ |
| Les données manquantes sont à compléter. |               |                       |           |                    |
| mars 2008                                | décembre 2008 | Pierre Decanter       |           | Décédé en fonction |
| février 2009                             | décembre 2016 | Jean-Pierre Letellier |           |                    |

| Période      | Période                    | Identité              | Étiquette | Qualité                                                                           |
| ------------ | -------------------------- | --------------------- | --------- | --------------------------------------------------------------------------------- |
| février 2017 | En cours (au 10 août 2020) | Jean-Pierre Letellier |           | Ancien maire délégué de Saint-Léger (2009 → 2016) Réélu pour le mandat 2020-2026, |

## Démographie

### Évolution démographique
L'évolution du nombre d'habitants est connue à travers les recensements de la population effectués dans la commune depuis 1793. Pour les communes de moins de 10 000 habitants, une enquête de recensement portant sur toute la population est réalisée tous les cinq ans, les populations de référence des années intermédiaires étant quant à elles estimées par interpolation ou extrapolation. Pour la commune, le premier recensement exhaustif entrant dans le cadre du nouveau dispositif a été réalisé en 2009.

En 2022, la commune comptait 233 habitants, en évolution de −7,54 % par rapport à 2016 (Seine-Maritime : +0,35 %, France hors Mayotte : +2,11 %).
| 1793 | 1800 | 1806 | 1821 | 1831 | 1836 | 1841 | 1846 | 1851 |
| ---- | ---- | ---- | ---- | ---- | ---- | ---- | ---- | ---- |
| 340  | 357  | 358  | 379  | 365  | 342  | 349  | 347  | 318  |

| 1856 | 1861 | 1866 | 1872 | 1876 | 1881 | 1886 | 1891 | 1896 |
| ---- | ---- | ---- | ---- | ---- | ---- | ---- | ---- | ---- |
| 306  | 291  | 301  | 249  | 268  | 259  | 230  | 231  | 225  |

| 1901 | 1906 | 1911 | 1921 | 1926 | 1931 | 1936 | 1946 | 1954 |
| ---- | ---- | ---- | ---- | ---- | ---- | ---- | ---- | ---- |
| 250  | 210  | 207  | 190  | 193  | 180  | 184  | 186  | 210  |

| 1962 | 1968 | 2006 | 2009 | 2014 | 2019 | 2022 | - | - |
| ---- | ---- | ---- | ---- | ---- | ---- | ---- | - | - |
| 182  | 169  | 164  | 220  | 244  | 233  | 233  | - | - |

## Culture locale et patrimoine

### Lieux et monuments
- Église Saint-Lucien avec son portail roman du XIe siècle.

## Pour approfondir